# Caudillos del Sur
Caudillos del Sur är en ort i Mexiko.   Den ligger i kommunen Balancán och delstaten Tabasco, i den sydöstra delen av landet, 800 km öster om huvudstaden Mexico City. Caudillos del Sur ligger 15 meter över havet och antalet invånare är 145.
Terrängen runt Caudillos del Sur är platt. Runt Caudillos del Sur är det ganska glesbefolkat, med 26 invånare per kvadratkilometer. Närmaste större samhälle är Tenosique de Pino Suárez, 13,7 km sydväst om Caudillos del Sur. Omgivningarna runt Caudillos del Sur är en mosaik av jordbruksmark och naturlig växtlighet.